# Olympische Sommerspiele 1992/Teilnehmer (Benin)
| Gelbes Symbol für Goldmedaillen mit stilisierten Olympischen Ringen | Graues Symbol für Silbermedaillen mit stilisierten Olympischen Ringen | Braundes Symbol für Bronzemedaillen mit stilisierten Olympischen Ringen |
| ------------------------------------------------------------------- | --------------------------------------------------------------------- | ----------------------------------------------------------------------- |
| —                                                                   | —                                                                     | —                                                                       |

Benin nahm an den Olympischen Sommerspielen 1992 in Barcelona, Spanien, mit einer Delegation von sechs Sportlern (vier Männer und zwei Frauen) teil.

## Teilnehmer nach Sportarten

### Leichtathletik
- Pascal Dangbo
100 Meter: Vorläufe

- Idrissou Tamimou
800 Meter: Vorläufe
1500 Meter: Vorläufe

- Laure Kuetey
Frauen, 100 Meter: Vorläufe

- Sonya Agbéssi
Frauen, Weitsprung: 28. Platz in der Qualifikation

### Radsport
- Fernand Gandaho
Straßenrennen, Einzel: DNF

- Cossi Houegban
Straßenrennen, Einzel: DNF